# Kasachische Freie-Pyramide-Meisterschaft
Die kasachische Freie-Pyramide-Meisterschaft ist ein zumeist jährlich ausgetragenes Billardturnier in Kasachstan in der Disziplin Freie Pyramide.
Rekordsieger ist der dreimalige kasachische Meister Älichan Qaranejew. Bei den Damen gewannen Aqerke Bedelbajewa-Uschakowa, Saltanat Machanowa und Angela Achmetowa jeweils einmal.

## Herrenturnier

### Die Turniere im Überblick
| Jahr | Kasachischer Meister | Ergebnis            | Finalist               | Halbfinalisten 1    |
| ---- | -------------------- | ------------------- | ---------------------- | ------------------- |
| 2003 | Emil Mudarissow      |                     | nicht bekannt          | nicht bekannt       |
| 2003 | Emil Mudarissow      | nicht bekannt       | nicht bekannt          |                     |
| 2005 | Älichan Qaranejew    |                     | Qanybek Saghyndyqow    | Emil Mudarissow     |
| 2005 | Älichan Qaranejew    | nicht bekannt       | Qanybek Saghyndyqow    |                     |
| 2006 | Älichan Qaranejew    |                     | nicht bekannt          | nicht bekannt       |
| 2006 | Älichan Qaranejew    | nicht bekannt       | nicht bekannt          |                     |
| 2007 | Qanybek Saghyndyqow  |                     | nicht bekannt          | nicht bekannt       |
| 2007 | Qanybek Saghyndyqow  | nicht bekannt       | nicht bekannt          |                     |
| 2008 | Äujes Jeljubajew     |                     | Däuren Urynbajew       | Älichan Qaranejew   |
| 2008 | Äujes Jeljubajew     | Konstantin Zoi      | Däuren Urynbajew       |                     |
| 2009 | Älichan Qaranejew    |                     | Ildar Mingasitdinow    | Quanysch Abpassow   |
| 2009 | Älichan Qaranejew    | Jernar Tschimbajew  | Ildar Mingasitdinow    |                     |
| 2010 | Älibek Omarow        |                     | Äujes Jeljubajew       | Asat Tümenow        |
| 2010 | Älibek Omarow        | Jernar Tschimbajew  | Äujes Jeljubajew       |                     |
| 2011 | Arbi Muzijew         |                     | Jernar Tschimbajew     | Sanat Ginajatow     |
| 2011 | Arbi Muzijew         | Ildar Mingasitdinow | Jernar Tschimbajew     |                     |
| 2012 | Jernar Tschimbajew   | 7:5                 | Älibek Omarow          | Talghat Satwaldinow |
| 2012 | Jernar Tschimbajew   | 7:5                 | Älibek Omarow          | Asat Tümenow        |
| 2013 | Däuren Urynbajew     | 7:2                 | Maxim Pan              | Nikita Zisselski    |
| 2013 | Däuren Urynbajew     | 7:2                 | Maxim Pan              | Chamit Seidasym     |
| 2014 | Däuren Urynbajew     | 7:4                 | Jewgeni Smirnow        | Älibek Omarow       |
| 2014 | Däuren Urynbajew     | 7:4                 | Jewgeni Smirnow        | Quanysch Abpassow   |
| 2015 | Maxim Pan            | 7:5                 | Däuren Urynbajew       | Jewgeni Smirnow     |
| 2015 | Maxim Pan            | 7:5                 | Däuren Urynbajew       | Arbi Muzijew        |
| 2016 | Älibek Omarow        | 7:6                 | Däuren Urynbajew       | Jewgeni Smirnow     |
| 2016 | Älibek Omarow        | 7:6                 | Däuren Urynbajew       | Jernar Tschimbajew  |
| 2017 | Arbi Muzijew         | 5:2                 | Maxim Jakowlew         | Jernur Ghabdulqajyr |
| 2017 | Arbi Muzijew         | 5:2                 | Maxim Jakowlew         | Asamat Qurbanow     |
| 2018 | Jernar Tschimbajew   | 6:2                 | Schanserik Nijetalijew | Sanat Ginajatow     |
| 2018 | Jernar Tschimbajew   | 6:2                 | Schanserik Nijetalijew | Schänibek Qasybekow |

### Rangliste
| Platz | Spieler             | Gold | Silber | Bronze |
| ----- | ------------------- | ---- | ------ | ------ |
| 1     | Älichan Qaranejew   | 3    | 0      | 1      |
| 2     | Däuren Urynbajew    | 2    | 3      | 0      |
| 3     | Jernar Tschimbajew  | 2    | 1      | 3      |
| 4     | Älibek Omarow       | 2    | 1      | 1      |
| 5     | Arbi Muzijew        | 2    | 0      | 1      |
| 6     | Qanybek Saghyndyqow | 1    | 1      | 0      |
| 6     | Äujes Jeljubajew    | 1    | 1      | 0      |
| 6     | Maxim Pan           | 1    | 1      | 0      |
| 9     | Emil Mudarissow     | 1    | 0      | 1      |

## Damenturnier

### Die Turniere im Überblick
| Jahr | Kasachische Meisterin        | Ergebnis | Finalistin          | Halbfinalistinnen 2          |
| ---- | ---------------------------- | -------- | ------------------- | ---------------------------- |
| 2015 | Aqerke Bedelbajewa-Uschakowa | 5:4      | Xenija Li           | Aschar Qulmachanbetowa       |
| 2015 | Aqerke Bedelbajewa-Uschakowa | 5:4      | Xenija Li           | Änel Bekbossynowa 3          |
| 2016 | Saltanat Machanowa           | 4:2      | Baqyt Äbilpejissowa | Aqerke Bedelbajewa-Uschakowa |
| 2016 | Saltanat Machanowa           | 4:2      | Baqyt Äbilpejissowa | Baghdat Chakimowa 4          |
| 2017 | Angela Achmetowa             | 3:0      | Änel Bekbossynowa   | Anastassija Rachimowa        |
| 2017 | Angela Achmetowa             | 3:0      | Änel Bekbossynowa   | Saltanat Machanowa 4         |

### Rangliste
| Platz | Spielerin                    | Gold | Silber | Bronze |
| ----- | ---------------------------- | ---- | ------ | ------ |
| 1     | Saltanat Machanowa           | 1    | 0      | 1      |
| 2     | Aqerke Bedelbajewa-Uschakowa | 1    | 0      | 0      |
| 2     | Angela Achmetowa             | 1    | 0      | 0      |